# Aporeomyia antennalis
Aporeomyia antennalis là một loài ruồi trong họ Tachinidae.